# 李仲威
李仲威（1952年12月14日—），中華民國海軍中將、無黨籍政治人物，生於臺灣新竹市眷村（興安新村），現居於臺北市中山區劍潭，畢業於海軍官校正64年班，曾任海委會主委、海委會副主委兼海巡署長、行政院海巡署長、海軍副司令、海軍艦指部指揮官、國防部常務次長、前國防部長李傑辦公室主任、前參謀總長李傑上將辦公室主任、海軍146艦隊長、李登輝總統府侍從武官、海軍遼陽軍艦艦長。

## 生平

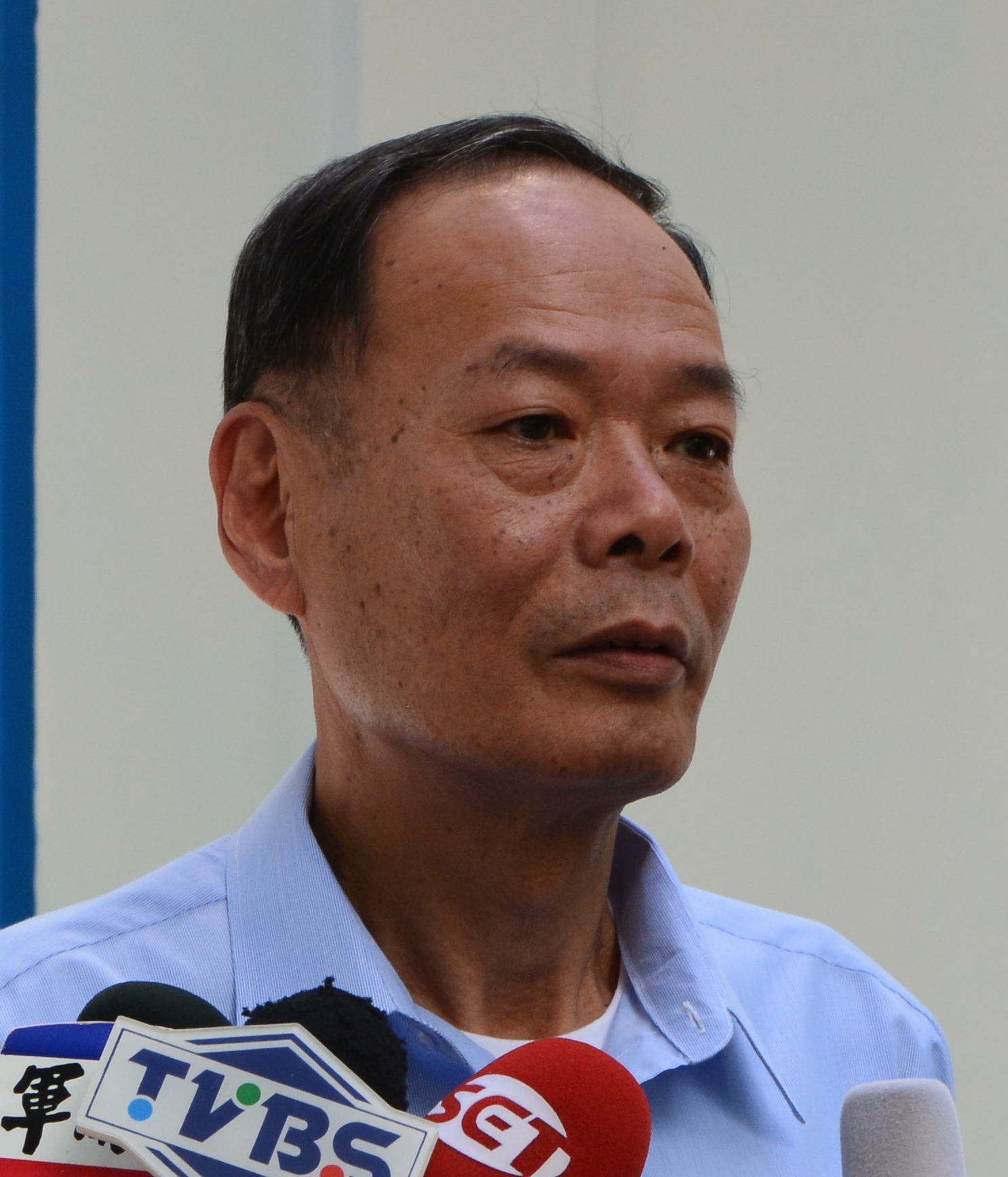
李仲威海軍中將，海巡署長任內

李仲威與前國安局長、陸軍官校校長楊國強中將一樣出生於臺灣省新竹市眷村。
畢業於海軍官校正期班64年班、國防大學海軍指參學院76年班、國防大學戰爭學院78年班。早年在軍中與前海軍艦指部指揮官劉俊英中將、海軍陸戰隊指揮官徐尚文中將被說是「海官64年班三傑」。
曾任海軍中將副司令、國防部中將常務次長、海軍艦指部中將指揮官、國防部長李傑辦公室中將主任、參謀總長李傑上將辦公室少將參謀主任、海軍146艦隊少將艦隊長、海軍作戰署少將署長、海軍131艦隊少將副艦隊長、李登輝總統府海軍上校武官、海軍遼陽軍艦上校艦長，在海軍司令董翔龍上將上任後退伍。
2016年5月20日，李仲威成為林全內閣的一員，又與退輔會準主委的前陸軍司令李翔宙上將同為該次名單中軍人出身的閣員。
2019年1月，原海委會主委黃煌煇卸任，李代理海委會主委。2月13日，李仲威真除為海洋委員會主任委員。
2022年8月31日，媒體報導李仲威因家庭因素在月初表達辭意，行政院證實院長蘇貞昌已批准辭呈，9月2日生效。